# Guillaume Gigliotti
Guillaume Gigliotti (Istres, Francia, 9 de noviembre de 1989) es un futbolista francés de origen argentino. Juega de defensor en el Gelbison de la Serie D.

## Biografía
Su hermano David Gigliotti, también futbolista, juega en GS Consolat Marseille.

## Clubes
| Club                   | País    | Año           |
| ---------------------- | ------- | ------------- |
| AS Mónaco B            | Francia | 2007-2010     |
| Novara Calcio          | Italia  | 2010-2012     |
| Foggia Calcio (Cedido) | Italia  | 2011-2012     |
| Empoli F.C.            | Italia  | 2012-2013     |
| C. F. Badalona         | España  | 2013-2014     |
| Foggia Calcio          | Italia  | 2014-2016     |
| Ascoli                 | Italia  | 2016-2018     |
| Salernitana            | Italia  | 2018-2019     |
| Crotone                | Italia  | 2019-2020     |
| Chievo                 | Italia  | 2020-2021     |
| Bari                   | Italia  | 2021-2023     |
| Crotone                | Italia  | 2023-2024     |
| Team Altamura          | Italia  | 2024          |
| Gelbison               | Italia  | 2025-presente |